# Houston Rockets 1998-1999
La stagione 1998-99 degli Houston Rockets fu la 32ª nella NBA per la squadra del Texas.
Gli Houston Rockets arrivarono terzi nella Midwest Division della Western Conference con un record di 31-19. Nei play-off persero al primo turno per 3-1 con i Los Angeles Lakers.

## Roster
| N° | Naz.                   | Ruolo | Sportivo           | Anno | Alt. | Peso |
| -- | ---------------------- | ----- | ------------------ | ---- | ---- | ---- |
| 1  | Stati Uniti (bandiera) | GA    | Rodrick Rhodes     | 1973 | 198  | 102  |
| 2  | Stati Uniti (bandiera) | A     | Anthony Miller     | 1971 | 206  | 102  |
| 3  | Stati Uniti (bandiera) | G     | Michael Dickerson  | 1975 | 196  | 86   |
| 4  | Stati Uniti (bandiera) | A     | Charles Barkley    | 1963 | 198  | 114  |
| 5  | Stati Uniti (bandiera) | G     | Cuttino Mobley     | 1975 | 193  | 86   |
| 7  | Stati Uniti (bandiera) | AP    | Sam Mack           | 1970 | 201  | 100  |
| 8  | Stati Uniti (bandiera) | GA    | Eddie Johnson      | 1959 | 201  | 98   |
| 11 | Stati Uniti (bandiera) | G     | Bryce Drew         | 1974 | 188  | 84   |
| 12 | Stati Uniti (bandiera) | G     | Matt Maloney       | 1971 | 191  | 87   |
| 20 | Stati Uniti (bandiera) | G     | Brent Price        | 1968 | 185  | 75   |
| 32 | Stati Uniti (bandiera) | AC    | Othella Harrington | 1974 | 206  | 107  |
| 33 | Stati Uniti (bandiera) | AP    | Scottie Pippen     | 1965 | 203  | 95   |
| 34 | Stati Uniti (bandiera) | C     | Hakeem Olajuwon    | 1963 | 213  | 116  |
| 50 | Stati Uniti (bandiera) | A     | Matt Bullard       | 1967 | 208  | 98   |
| 53 | Stati Uniti (bandiera) | C     | Stanley Roberts    | 1970 | 213  | 129  |
| 55 | Stati Uniti (bandiera) | AC    | Antoine Carr       | 1961 | 206  | 102  |

## Staff tecnico
- Allenatore: Rudy Tomjanovich
- Vice-allenatori: Bill Berry, Jim Boylen, Larry Smith